# Asota subrupta
Asota subrupta är en fjärilsart som beskrevs av Rothschild 1897. Asota subrupta ingår i släktet Asota och familjen nattflyn. Inga underarter finns listade i Catalogue of Life.